# Сирены
Сире́ны (др.-греч. Σειρῆνες, лат. Sirenes) в древнегреческой мифологии — демонические существа, верхняя часть тела которых была женской, а нижняя — птичьей.
Сирены олицетворяли собой обворожительную, но коварную морскую поверхность, под которой скрываются острые утёсы и мели. Они унаследовали от отца дикую стихийность, а от матери-музы — божественный голос. В микенских текстах есть слово se-re-mo-ka-ra-a-pi, которое может означать «украшенный головами сирен».

## Происхождение
Отцом сирен считали морского бога Форкия; либо же они — дети Ахелоя и/либо одной из муз (Мельпомены, или Терпсихоры, или Каллиопы), либо Стеропы (дочери Порфаона), либо Геи, либо Кето.

## Превращение
Ранее (например, в словаре Брокгауза и Ефрона) считалось, что в послегомеровских сказаниях сирены представлялись в образе крылатых дев или женщин с рыбьим хвостом, или дев с птичьим телом и птичьими ногами. Тем не менее в словарях XX—XXI веков под древнегреческой сиреной подразумевается исключительно женщина-птица.
У древних греков существовало несколько сказаний, объяснявших, почему они приобрели птичий облик.
Они были спутницами Персефоны, после похищения которой блуждали и пришли в землю Аполлона, где Деметра сделала их крылатыми, ибо они не помогли Персефоне; либо боги превратили их в птиц как раз для того, чтобы они могли искать Персефону; либо их превратила в полуптиц Афродита, ибо они не хотели выходить замуж. Либо оплакивали похищение Персефоны, бежали к скале Аполлона и превратились в птиц.
По совету Геры, они вступили в соревнование с музами по пению. Музы победили, ощипали перья сирен и сделали из них венки, которые впредь стали служить головным украшением муз. Состязание проходило у города Аптер (Бесперых) на Крите. Зевс выделил им остров Анфемоэссу.

## Сирены и мореплаватели
Также определяли их местонахождение острова близ Сицилии и называли как таковое или сицилийский мыс Пелор, или Капрею, или Сиренузские острова (близ Кампанского берега). Согласно Страбону, их помещают у мыса Пелориады, а другие — у Сиренусс.
В послегомеровских сказаниях сирены изображаются как девы чудной красоты, с очаровательным голосом. Звуками своих песен они усыпляют путников, а затем раздирают их на части и пожирают. Аргонавты лишь благодаря тому миновали гибели от сирен, что сопутствовавший им Орфей заглушил пение сирен своим пением и игрой на форминге (или лире). Один из аргонавтов, Бут, бросился на их зов в море, но был спасён Афродитой, поселившей его в Лилибее.

## Гибель сирен
Первые сохранившиеся упоминания о сиренах имеются в «Одиссее». Они обитают между землёй Цирцеи и Сциллой на скалах острова, усеянных костями и высохшей кожей их жертв; они погубили многих людей, чьи кости белели на лугу. Сирены чарующими песнями заманивают плывущих мимо путников, которые, забыв всё на свете, подплывают к волшебному острову и погибают вместе с кораблями. Сам Одиссей избежал коварных сирен лишь благодаря предостережению Цирцеи: он залепил уши своих спутников воском, а самого себя велел привязать к мачте, став, таким образом, единственным человеком кто слышал чарующие песни сирен, но остался в живых.
Сиренам было предсказано, что они погибнут, когда кто-либо из путников пройдёт мимо их острова, не поддавшись искушению. Поэтому, когда мимо них проплыл корабль Одиссея, они бросились в море и обратились в утёсы, либо сбросили перья и утопились.

## Истолкования
Согласно Софоклу, они поведали ему закон Аида. Дионис назвал Софокла новой Сиреной.
В классической античности дикие хтонические сирены превращаются в сладкоголосых мудрых сирен, каждая из которых сидит на одной из восьми небесных сфер мирового веретена богини Ананке, создавая своим пением величавую гармонию космоса. Находятся в Аиде. Также они связаны с гармонией и Дельфами.
По истолкованию, они были гетерами и отличались игрой на музыкальных инструментах и сладостным голосом.
Сирен сближали с гарпиями и керами; они воспринимались даже как музы иного мира — их изображали на надгробных памятниках.
Им посвящены комедии Никофона и Феопомпа «Сирены».
В геральдике сирены редко бывают эмблемами в гербах (как, например, варшавская сирена), но чаще употребляются как щитодержатели.

## Число сирен
Согласно описанию Гомера, сирен было две. Он рассказывает о них в двойственном числе, но имён не приводит. Позднее называли трёх сирен, имена которых были Пейсиноя, Аглаофа и Телксиепия. Одна из них играла на кифаре, другая пела, а третья играла на флейте. Помимо музыки, сирены завораживали моряков своим взглядом.
В других мифах называются имена сирен Парфенопа, Лигейя и Левкосия. В южноиталийском городе Сурренте (в Кампании) существовал храм сирен, а возле Неаполя (Парфенопы) показывали гробницу сирены Парфенопы.
Музу Сирену упоминал Алкман.

## Список сирен
- Аглаопа (Аглаофона/Аглаофема, «с искрящимся голосом») — сирена[38], дочь Ахелоя и Мельпомены[39].
- Ахелоиды — прозвище сирен.
- Левкосия — одна из сирен. Её именем назван остров напротив мыса Сиренусс[40]. Её тело выброшено на берег у Посейдонии[41].
- Лигейя — сирена, её тело выброшено на берег у Терины в Бруттии[42].
- Молпа (Мольпа, «Пляска») — согласно Гигину, одна из Сирен[38], дочь Ахелоя и Мельпомены[43].
- Парфенопа (Парфенопея) — сирена[44]; её могилу показывали в Неаполе[45], который называли «постройка сирен»[46].
- Писиноя (Пейсиноя) — сирена, дочь Ахелоя и Мельпомены[47].
- Фелксиопа (Телксиопа, «услаждающая взор»; или Фелксиноя/Телксиноя[англ.] либо Фелксиепия) — сирена[38], дочь Ахелоя и Мельпомены[47].

## В астрономии
- В честь Парфенопы назван астероид (11) Парфенопа, открытый в 1850 году.
- В честь сирен назван астероид (1009) Сирена, открытый в 1923 году.